# Surface hors œuvre nette
Pour les articles homonymes, voir Surface.
La surface hors œuvre nette ou SHON  était utilisée en droit de l'urbanisme français jusqu'au 1er mars 2012.

## Explication
La SHON est une mesure de superficie des planchers pour les projets de construction immobilière.
Elle permettait de :
- vérifier que la densité des constructions respecte le coefficient d'occupation des sols (COS) applicable au terrain ;
- constituer l’assiette pour le calcul des taxes liées à la construction du bâtiment (TLE, TDENS, CAUE…)

La SHON se calculait en soustrayant à la surface hors œuvre brute (SHOB) les surfaces suivantes : 
- surfaces des combles et des sous-sols dont la hauteur sous plafond est inférieure à 1,80 m ;
- surfaces des toitures-terrasses, des balcons et des parties non closes situées au rez-de-chaussée,
- surfaces affectées à l'usage de locaux techniques situés en sous-sol et en combles ;
- surfaces affectées à l'usage de cave en sous-sol dès lors qu'il n'y a pas d'ouverture sur l'extérieur autre que celles destinées à l'aération ;
- surfaces des bâtiments ou parties des bâtiments aménagés en vue du stationnement des véhicules (garage) ;
- surfaces des bâtiments affectés au logement des récoltes, des animaux ou du matériel agricole ;
- surface égale à 5 % de la surface hors œuvre affectée à l'habitation (déduction forfaitaire relative à l'isolation des locaux), après application des déductions précédentes relatives à l'habitation ;
- déduction spécifique aux opérations de réfection des immeubles d'habitation dans la limite de 5 m2 par logement pour des travaux tendant à l'amélioration de l'hygiène ;
- déduction d'une surface forfaitaire de 5 m2 par logement respectant les règles relatives à l'accessibilité intérieure aux personnes handicapées, prévues selon le cas aux articles R. 111-18-2, R. 111-18-6, ou aux articles R. 111-18-8 et R. 111-18-9 du code de la construction et de l'habitation.

Il existe une certaine jurisprudence relative à la notion de locaux aménageables ou non notamment en ce qui concerne les caves. À ce sujet, un arrêt du 18 mai 2004 rendu par la cour administrative d'appel de Paris a tranché. Cet arrêt a motivé une réponse ministérielle ainsi qu'une réponse parue au bulletin officiel du droit de l'urbanisme de mai 2005. Ces réponses indiquent clairement que les critères de consistance et d'affectation des locaux ne doivent pas être confondus.
La SHON doit être inférieure ou égale à la superficie du terrain multipliée par le coefficient d'occupation des sols (COS).

## Remplacement de la SHON par la surface de plancher
À la suite de la réforme de l'urbanisme annoncée en mai 2011, en application de la loi Grenelle 2 de 2010, le calcul de la surface dite « surface de plancher » a remplacé depuis le 1er mars 2012 la surface hors œuvre brute (SHOB) et la surface hors œuvre nette (SHON). Cette prise en compte déclarative de la somme des surfaces de plancher des constructions closes et couvertes, comprises sous une hauteur de plafond supérieure à 1,80 m et calculée à partir du nu intérieur des façades « incitera, selon le ministre Benoist Apparu, à une bonne isolation et permettra de dégager un bonus en termes de constructibilité de l'ordre de 10 % »[réf. souhaitée].
Avant cela, l'obligation de compter l'épaisseur des murs extérieurs dans le calcul de la SHON encourageait les demandeurs à préférer des murs peu épais et donc moins solides ou isolant mal l'habitation.

## Sources
- SHON sur service-public.fr
- Circulaire no 90-80 du 12 novembre 1990
- Circulaire no 99-49 du 27 juillet 1999